# 46
Cette page concerne l'année 46  du calendrier julien. Pour l'année 46 av. J.-C., voir 46 av. J.-C. Pour le nombre 46, voir 46 (nombre).
L'année 46 est une année commune qui commence un samedi.

## Événements
- Sécheresse dans la steppe mongole, invasion de criquets, provoquant la famine et la révolte chez les Xiongnu[1].
- Après le meurtre de son roi Rhémétalcès III, la Thrace devient une province de l'Empire romain[2].
- Rome et la frontière nord-est de l'Empire romain sont réunis par la « Route du Pô au Danube »[3].
- Tiberius Julius Alexander, un Juif apostat d’Alexandrie, devient procurateur de Judée (fin en 48). Il fait face à une famine et fait exécuter Jacques et Simon, fils de Judas le Galiléen, probablement chefs du parti zélote[2].

## Naissances en 46
- Plutarque, écrivain et philosophe grec.